# اسلحه مرگبار (مجموعه تلویزیونی)
اسلحه مرگبار یک مجموعه تلویزیونی اکشن کمدی-درام آمریکایی است که بر اساس مجموعه فیلم‌هایی به همین نام و به نویسندگی شین بلک ساخته شده است. این مجموعه در تاریخ ۱۰ مه ۲۰۱۶ آغاز شد و در ۲۱ سپتامبر ۲۰۱۶ از شبکه فاکس به نمایش درآمد. در ۱۲ اکتبر سال ۲۰۱۶، فاکس پروژه‌ای برای ساخت یک فصل کامل شامل ۱۸ قسمت را آغاز کرد.